# ترنووا (ناحیه پلزن-شمالی)
ترنووا (به چکی: Trnová) یک منطقهٔ مسکونی در جمهوری چک است که در ناحیه پلزن-شمالی واقع شده‌است. ترنووا ۶٫۵ کیلومتر مربع مساحت و ۸۱۳ نفر جمعیت دارد و ۴۱۸ متر بالاتر از سطح دریا واقع شده‌است.